# Alberto Madureira da Silva
Alberto Madureira da Silva (Tarouquela, 31 december 1946) is een Portugees componist, muziekpedagoog, dirigent, fluitist, klarinettist en saxofonist.

## Levensloop
Madureira da Silva kreeg zijn eerste muziekles in de muziekschool van de plaatselijke banda. Aanvankelijk leerde hij dwarsfluit en later klarinet. Al spoedig werd hij klarinettist in de Banda Marcial de Tarouquela, Municipal de Cinfães. Omdat de toenmalige dirigent ernstig ziek was, werd hij als nieuwe dirigent van de banda gekozen. Op 18-jarige leeftijd werd hij klarinettist in de Banda do Regimento de Infantaria nº 6 in Porto. Tegelijkertijd studeerde hij dwarsfluit, muziektheorie en compositie aan het Conservatório de Música do Porto. Verder studeerde hij aan de Academia de Música da Banda Militar do Exército en aan het conservatorium in Lissabon. Als bekroning van zijn militaire carrière werd hij bevorderd tot sergeant-majoor en tweede dirigent van zijn militaire muziekkapel.
Als fluitist werkte hij ook in het Orquestra Sinfónica do Porto. Hij werd docent dwarsfluit aan de muziekacademie (Academia de Músicade de Valparaíso) in Vila Nova de Gaia en bleef rond 29 jaar in deze functie.
Als componist schrijft hij vooral werken voor banda (harmonieorkesten). Zijn marsen, dansen, ouvertures en rapsodieën behoren tot het repertoire van de meeste Portugese muziekkapellen. Voor zijn inzet en zijn verdiensten voor het muzikale leven in de hele regio werd hij op 21 september 2008 door het gemeentebestuur van Cinfães met de zilveren medaille bekroond.

## Composities

### Werken voor banda (harmonieorkest)
- Aliança, concertmars
- Amigo Carlos, mars
- Amigos para Sempre
- Avé Maria, processiemars
- Avé Maria Alberto
- Estrela da Vida
- Graças ao Divino Espirito Santo, treurmars
- Graciosa, mars
- Homenagem a Manuel Plácido
- Já cá cantas, 1ª Rapsódia
- Jubileu a João Sá, mars
- Matinal, mars
- Memórias da Aldeia
- Miragem, mars
- O Poder dos Sonhos, symfonisch gedicht
- Os canários, voor twee dwarsfluiten (solo) en harmonieorkest
- Recordações do Passado (1), Rapsódia
- Recordações do Passado 2
- Recordações do Passado 3
- São Miguel, proccessiemars
- Santa Maria Maior, processiemars
- Sonhos de Portugal, Rapsódia
- Temas Populares
- Tiara do Sol, ouverture
- Trivial, mars
- Zé Maria, mars